# المولدبن بريط (عبس)

تعديل مصدري - تعديل

المولدبن بريط هي إحدى قرى عزلة قطبة بمديرية عبس التابعة لمحافظة حجة، بلغ تعداد سكانها 112 نسمة حسب تعداد اليمن لعام 2004.